# Districtul Teltow-Fläming
Districtul Teltow-Fläming este un district administrativ german (Landkreis) situat în landul Brandenburg, Germania.